# Уайлд, Джек
Джек Уа́йлд (англ. Jack Wild; 30 сентября 1952, Ройтон, Ланкашир, Великобритания — 1 марта 2006, Тебворт, Бедфордшир, там же) — британский актёр и певец, работавший на сцене, в кино и на телевидении.
С 1965 по 2005 год сыграл более чем в 30 фильмах и сериалах. Наибольшую известность Уайлду принесла роль Ловкого Плута в фильме «Оливер!» (1968), экранизации одноимённого мюзикла по мотивам романа Чарльза Диккенса «Приключения Оливера Твиста», за которую он удостоился номинаций на премии «Оскар», «Золотой глобус» и BAFTA. Среди других заметных работ актёра — «Волшебная флейта» (1970), «Мелоди» (1971), «14» (1973). Позже исполнял преимущественно небольшие роли, в том числе в фильмах «Робин Гуд: Принц воров» и «Бэзил». В качестве певца записал альбомы The Jack Wild Album, Everything’s Coming up Roses и Beautiful World.
Карьера Уайлда во взрослом возрасте была не слишком успешной. Рано пристрастившись к курению и спиртному, в 21 год он уже страдал от алкоголизма и сахарного диабета, а в дальнейшем пережил три остановки сердца. В последние годы жизни боролся с раком полости рта, от которого скончался 1 марта 2006 в возрасте 53 лет.